# Parasimplastrea sheppardi
Parasimplastrea sheppardi är en korallart som beskrevs av Veron 2000. Parasimplastrea sheppardi ingår i släktet Parasimplastrea och familjen Faviidae. IUCN kategoriserar arten globalt som starkt hotad. Inga underarter finns listade i Catalogue of Life.